# Dalmiro Costa
Dalmiro Costa (Montevideo, 7 de mayo de 1836 - Buenos Aires, 9 de agosto de 1901) fue un pianista y compositor uruguayo.

## Biografía
Fue una de las principales figuras de la primera generación de compositores uruguayos que floreció en el último cuarto del siglo XIX. Aunque se sabe que estudió piano con los emigrados argentinos Remigo Navarro (antes de 1839) y Roque Rivero (antes de 1843), su formación como pianista fue esencialmente autodidacta.
Su primera aparición pública de la que se tiene registro fue a la edad de cuatro años. Tocó para Sigismund Thalberg cuando este realizaba un viaje por Sudamérica con quien después tendría oportunidad de estudiar en Buenos Aires. Su debut artístico fue en la Casa de Comedias el 21 de octubre de 1855 acompañando al joven violinista argentino Segundo Lloveras.
La mayoría de sus composiciones fueron danzas de salón como polcas, mazurcas, valses y habaneras, las cuales escribió luego de 1856 y fueron publicadas en la década de 1870.
Entre estas composiciones destaca la habanera "La pecadora" compuesta en 1870. La misma estuvo dedicada a su amigo, el argentino Juan Cruz Varela quien fuera el autor del poema "La pecadora arrepentida" en el que Dalmiro se inspiró.

## Obras
- Luz del Alba (1860), mazurca
- Nubes que pasan, vals
- Habanera, la pecadora (1870),
- La Pecadora, habanera (1870),
- Fosforescencias
- Cantares, mazurca
- Sueños, danza de salón
- Ituzaingó, canto de guerra[1]